# Cianovirina-N
La Cianovirina-N (CV-N) és una proteïna que forma part de la família de les lectines, caracteritzades per la seva unió a carbohidrats. Té un pes molecular de 11kDa i prové del cianobacteri (alga blau-verda) Nostoc ellipsosporum. Està formada per una cadena de 101 aminoàcids, formada per dues unions intracel·lulars de ponts disulfur. Va ser descoberta en un programa per a la detecció de molècules amb propietats anti-VIH. Tanmateix, la seva acció no és tan sols contra el VIH, sinó també cap a altres virus com el virus de l'Ebola (Ebo), els rhinovirus, el virus de l'influenza i el virus de l'Hepatitis C.

## Descobriment i origen
La cianovirina-N es va descobrir com a proteïna gràcies a la seva unió al VIH. L'OMS, el Departament de Salut i Serveis Humans dels EUA i alguns instituts van declarar com a prioritat trobar aquest tipus de microbicida. Per això es van fer molts i diversos estudis, un dels quals va consistir a analitzar col·leccions de microorganismes.
En el Repositori de Productes Naturals de l'Institut Nacional del Càncer dels EUA, l'any 1977 es va descobrir un cianobacteri (alga blau-verda) Nostoc ellipsosporum, els extractes de la qual van presentar una forta inhibició de la citopatogenicitat del VIH, així es va estudiar què produïa aquest efecte trobant així la cianovirina-N. A poc a poc es van anar estudiant les seves interaccions concretes amb proteïnes i amb sucres del virus.

## Propietats
Tot i que la seva funció en Nostoc ellipsosporum és desconeguda, té la capacitat d'inhibir de forma irreversible limfòcits T-tropic en soques adaptades al laboratori de VIH tipus 1 (VIH-1), VIH de tipus 2 (VIH-2) i del virus de la immunodeficiència en simis (SIV), com també T-tròpic, macròfag-tròpic (M-tròpic) i T- i M- tròpic (dual-tròpic) d'aïllaments primaris clínics del VIH-1 entre cèl·lules infectades i sanes. A més a més, actua impedint la transmissió d'una cèl·lula a una altra mitjançant interaccions amb les glicoproteïnes de superfície de membrana del virus (gp120), les quals són diferents de les interaccions entre gp120 amb el receptor cel·lular CD4 o amb anticossos per a saber els neutralitzadors del VIH que determinen gp120.
Com a conseqüència, CV-N és una molècula molt útil per ser utilitzada com un microbicida tòpic, un component que pot reduir o prevenir infeccions patològiques de VIH mitjançant l'aplicació d'aquest al recte o a la vagina abans de mantenir relacions sexuals.

## Estructura
La CV-N és una proteïna composta de 101 aminoàcids i amb un pes molecular de 11kDa que comparteix menys d'un 20% d'homologia de seqüència amb qualsevol altra proteïna coneguda o hipotètica. Internament, però, la seqüència mostra un alt grau de duplicació, amb una clara semblança trobada entre la part A, que comprèn els residus 1 a 50, i la part B, que consta de residus 51 - 101. Una comparació de les seqüències d'aminoàcids d'aquests segments de cadena mostra que 16 residus (32%) són idèntics i altres 13 residus (26%) mostren substitucions aminoàcides conservadores.
El més alt grau d'homologia es troba en els bucles definits pels quatre residus de Cys que donen lloc a dos ponts disulfur intramoleculars (Cys8-Cys22 i Cys58-Cys73), imprescindibles per la seva activitat, i en la regió més lluny d'aquests bucles (residus 40-49 a A i 91-100 a B). Els dos ponts disulfur es troben en les posicions 8-22 i en la 58-73. En aquest nivell de conservació de seqüències, es creia que les estructures corresponents a aquestes cadenes segmentàries eren semblants i que, de fet, va resultar ser el cas, encara que d'una manera força contundent. També s'ha observat una repetició similar de seqüències d'aminoàcids en moltes altres proteïnes i es creu que resulta de la duplicació de gens durant l'evolució.
A més a més, mostra un grau d'estabilitat i activitat que es restableix després de diversos cicles de descongelació, així com després del tractament amb dissolvents orgànics (com acetonitril, metanol i sulfòxid de dimetil), altes concentracions de sal (clorhidrat de guanidina 8M), detergents forts (per exemple, 0.5% p / v de dodecilsulfat sòdic), peròxid d'hidrogen i altes temperatures.

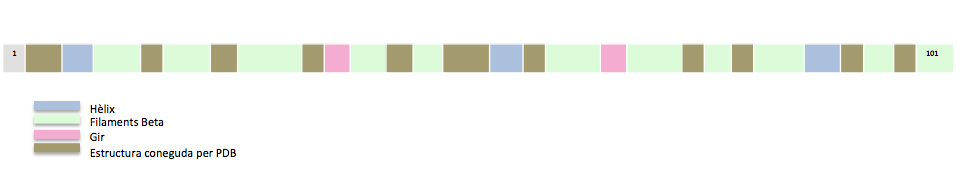
Estructura secundària de la Cianovirina-N

Seqüència d'aminoàcids:
| 10         | 20         | 30         | 40         | 50         | 60         | 70         | 80         | 90         | 100        | 101 |
| LGKFSQTCYN | SAIQGSVLTS | TCERTNGGYN | TSSIDLNSVI | ENVDGSLKWQ | PSNFIETCRN | TQLAGSSELA | AECKTRAQQF | VSTKINLDDH | IANIDGTLKY | E   |

## Activitat microbicida

### VIH (virus de la immunodeficiència humana)

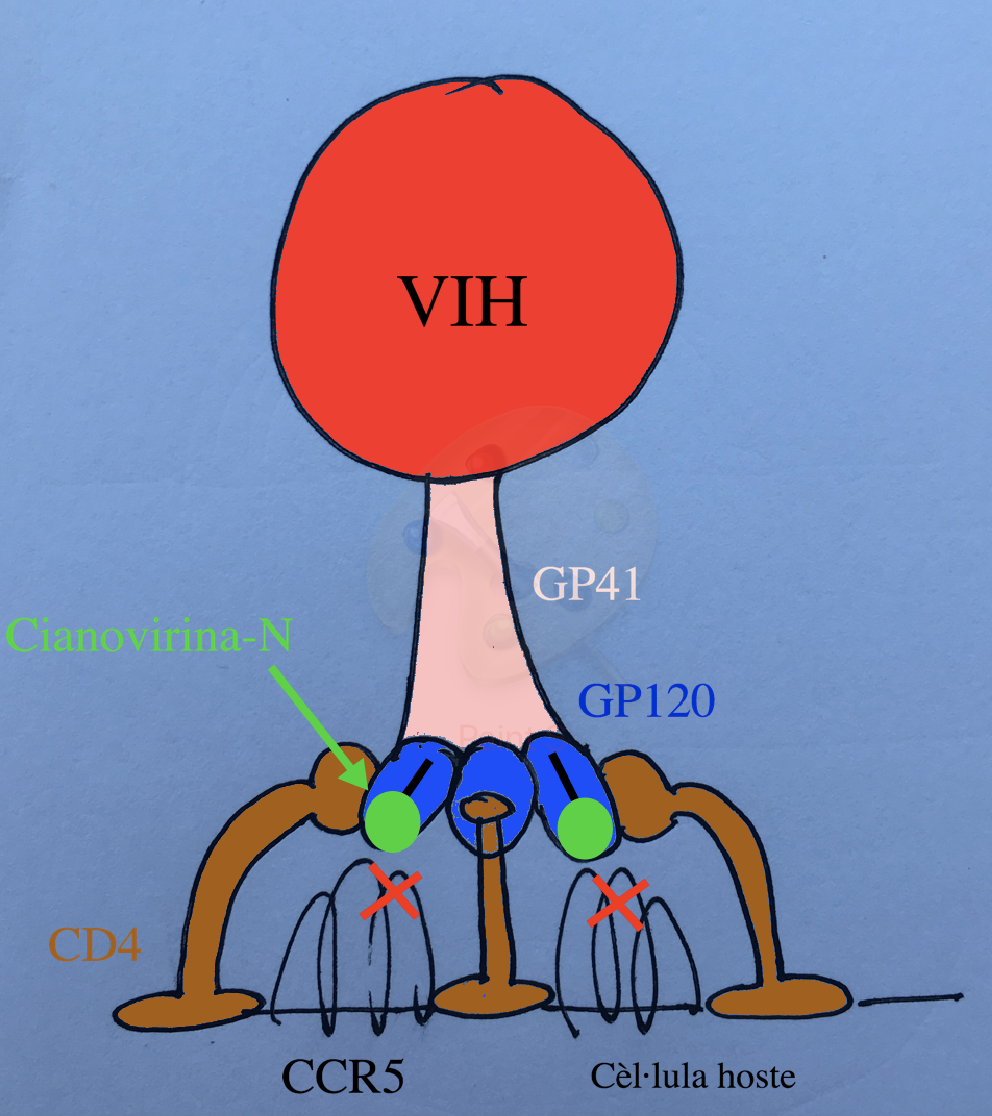
Inhibició del virus del VIH per part de la unió de la Cianovirina-N a la glicoproteïna GP120

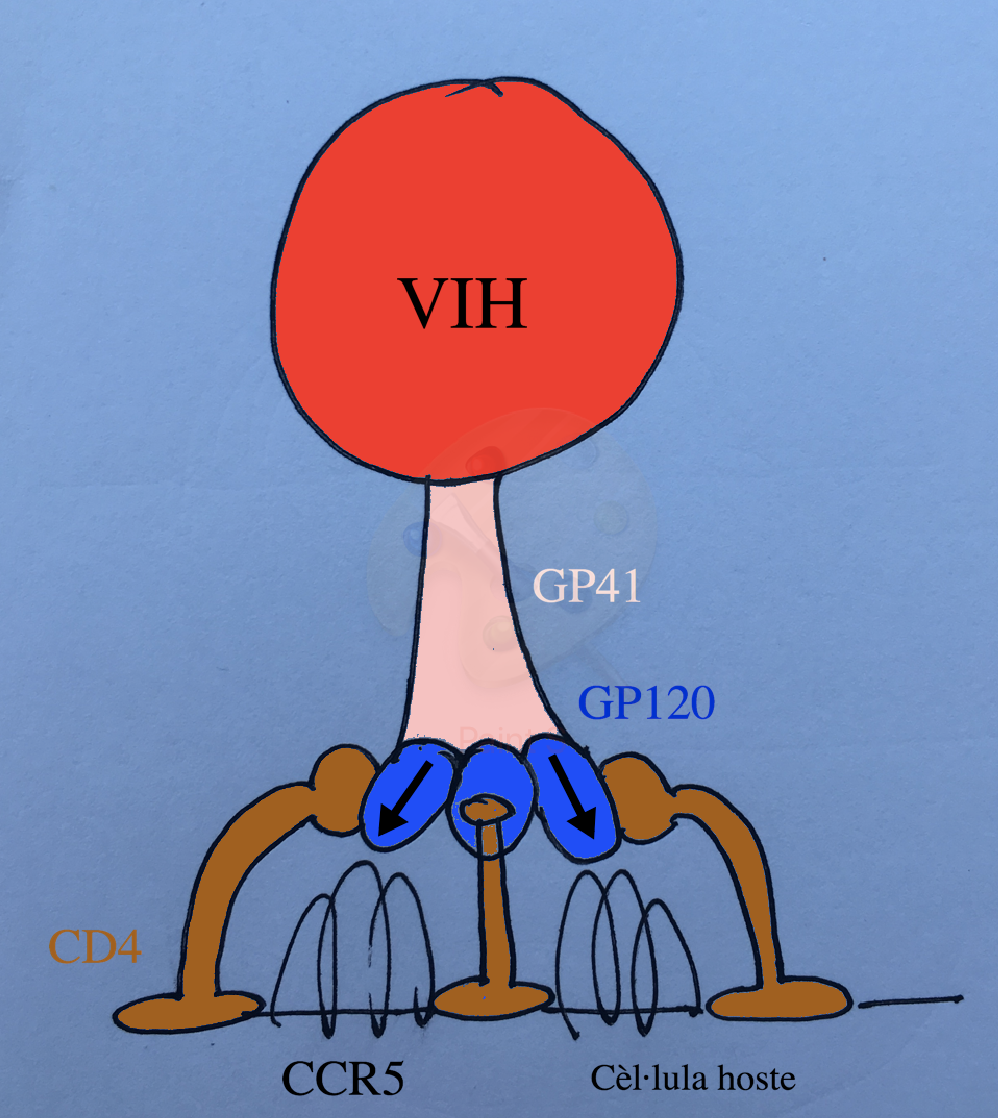
Actuació del virus del VIH en absència de la Cianovirina-N, permeten la infecció de la cèl·lula hoste.

Les lectines són unes proteïnes que tenen la capacitat de reconèixer certs carbohidrats i unir-se a ells reversiblement. En concret, la cianovirina-N és capaç de reconèixer la gp120 es troba en la superfície de l'embolcall del VIH. Aquesta proteïna és necessària perquè els virus puguin entrar i infectar a la cèl·lula hoste, ja que són les que s'uneixen als receptors CD4, deixant pas a la fusió del virus a la cèl·lula. Així, les lectines tenint la capacitat per reconèixer els carbohidrats d'aquestes glicoproteïnes i unir-se a elles, impedeixen el canvi conformacional que necessita el virus per infectar a la cèl·lula, fet que les porta a considerar-les agents amb un gran potencial microbicida.
Aquest embolcall glicoproteic que embolcalla el VIH constitueix una diana molecular per a la cianovirina-N. En cap cas la proteïna ataca la cèl·lula diana ni la ultraestructura del virió. Té una gran afinitat per les estructures oligosacàrides, riques en manosa, evitant la infecció entre virus i cèl·lula i l'entrada viral a la cèl·lula.
El mètode que segueixen per a evitar la infecció de la cèl·lula consisteix en un bloqueig en estats previs a la fusió del virus VIH a dins la cèl·lula: l'ancoratge de les glicoproteïnes gp-120 de l'embolcall amb el receptor CD4, els canvis conformacionals de la cèl·lula hoste, la fusió o desembolcallament del virus, així s'aconsegueix evitar tot el procés que el sistema immunitari segueix quan percep a un virus.
Ara bé, es continuen efectuant investigacions sobre el mecanisme exacte de les lectines enfront del VIH. Tot i això, els avenços són esperançadors perquè s'ha pogut demostrar que la cianovirina-N té una gran capacitat de resistència a la degradació per detergents, solvents orgànics, temperatures de fins a 100 °C, etc. sense perdre l'activitat antiviral.

### Ebo (virus de l'Èbola)
L'embolcall del virus de l'Èbola està constituïda per oligosacàrids similars als de l'embolcall del VIH, fet que podria provocar que el virus de l'Èbola fos susceptible a la cianovirina-N, i ser una futura teràpia contra aquest.

### VHC (virus de l'Hepatitis C)
La capacitat d'unió als carbohidrats que té la Cianovirina-N li permet ser un bon agent microbicida enfront del VHC. En aquest cas, la Cianovirina bloqueja la interacció entre la proteïna E2 i CD81. La proteína E2 és una proteína que es troba en la superfície del VHC i té molta afinitat al CD81, una molécula del sistema immunitari humà. Aquesta gran afinitat és la que li permet al VHC infectar a les cèl·lules humanes.